# Juraj Nelipčić
Juraj Nelipčić (?, oko 1235. – ?, oko 1304.), hrvatski velikaš i cetinski knez iz hrvatske velikaške obitelji Nelipić (Nelipčić).
Bio je sin cetinskog kneza Isana I. te unuk kneza Nelipca I. iz obitelji Nelipčić od roda Snačića.

## Vanjske poveznice
- Nelipčići – Hrvatska enciklopedija
- Nelipčići (Nelipići) – Proleksis enciklopedija
- Nelipčići – Hrvatski opći leksikon